# Philippe Quinault
Philippe Quinault (født 3. juni 1635 i Paris, død 26. november 1688 sammesteds) var en fransk dramatiker og librettist.
Quinault blev uddannet af François Tristan l'Hermite, og hans første stykke blev opført på Hôtel de Bourgogne i 1653, da han kun var atten år gammel. Da det blev en succes, fortsatte Quinault som dramatiker, men han læste også jura. I 1660, da han giftede sig med en rig enke, købte han sig en plads i Cour des comptes. Herefter gik han i gang med at skrive tragedier (som fx Agrippa) og fik succes med det.
Han modtog litterær pension og blev valgt til Académie française i 1670. Frem til dette tidspunkt havde han skrevet 16 eller 17 komedier, tragedier og tragi-komedier. Blandt hans komedier kan Les Rivales (1653), L'Amant indiscret (1654), som har nogen lighed med Molières Étourdi, le fantôme amoureux (1659), samt La Mère coquette (1665) nævnes. I 1671 bidrog han til Psyché, som Corneille og Molière også havde bidraget til, og som blev sat til musik af Jean-Baptiste Lully .
Quinault havde et bemærkelsesværdigt talent for det lyriske drama, og fra dette tidspunkt og indtil lige før hans død koncentrerede han sig om at komponere libretti for Jean-Baptiste Lully. Ikke blot var det meget lukrativt (eftersigende modtog han 4.000 livres for hvert stykke, som var langt mere end den normale betaling for en tragedie), men det etablerede Quinaults ry som bannerfører for en ny stil, så selv Boileau, som tidligere havde fremsat satiriske bemærkninger om Quinaults dramatiske arbejder, blev omvendt, ikke så meget til opera, som han ikke brød sig om, som til Quinaults litterære bidrag til genren.
Hans libretti er blandt de meget få, der kan læses uden musik, og som dog er omhyggeligt tilpasset musikken. Hans første stykke efter Psyché (1671) var en slags klassisk masque, Les Fêtes de l'Amour et de Bacchus (1672), hvorefter han skrev Cadmus et Hermione (1674), Alceste (1674), Thesée (1675), Atys (1676), Isis (1677), Proserpine (1680), Persée (1682) og Phaeton (1683), Amadis de Gaule (1684), Roland (1685) og Armide (1686).